# Льодохід

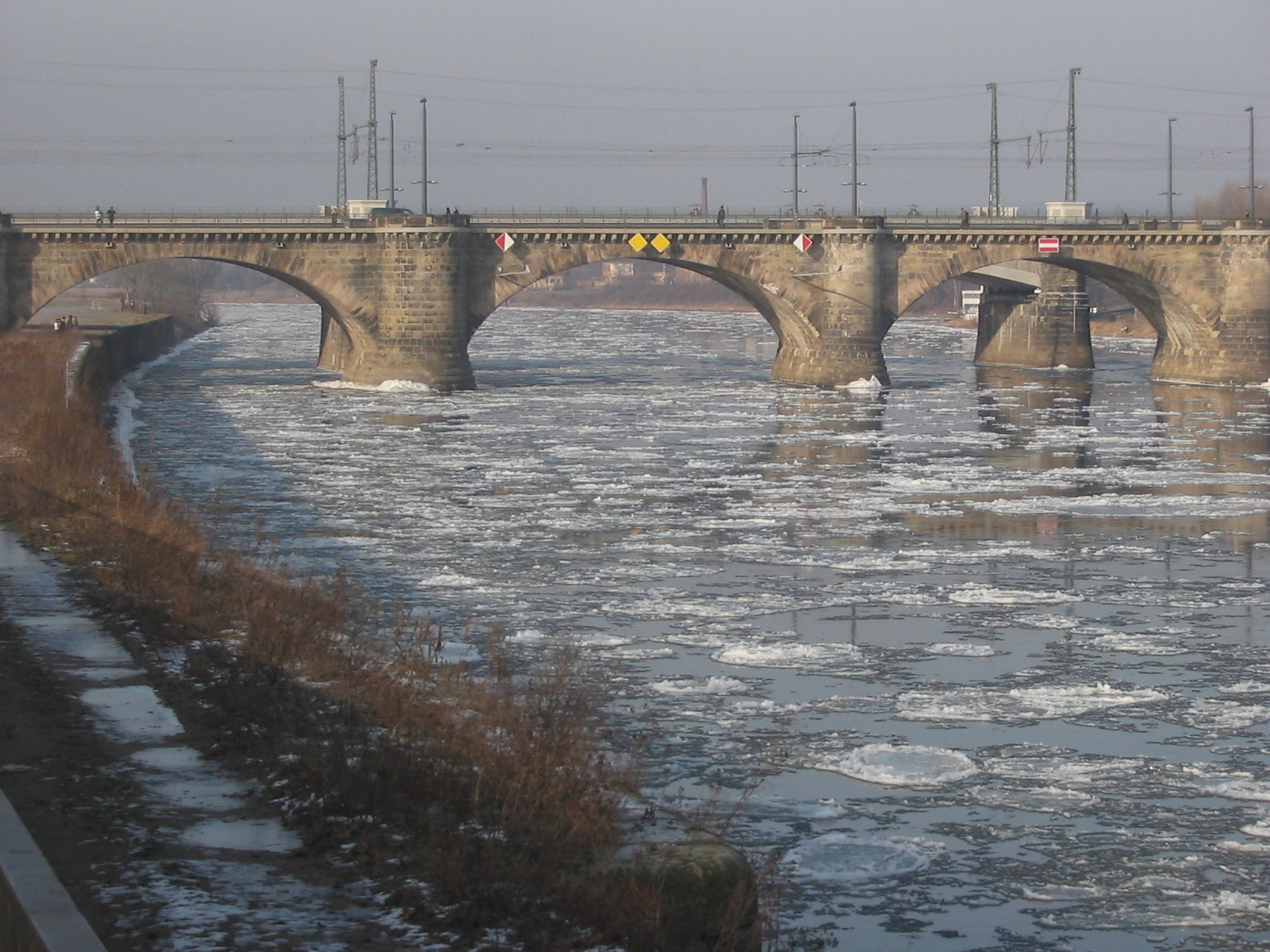
Льодохід на річці Ельба у Дрездені.

Крижані затори на річці Яблунька у Турці.

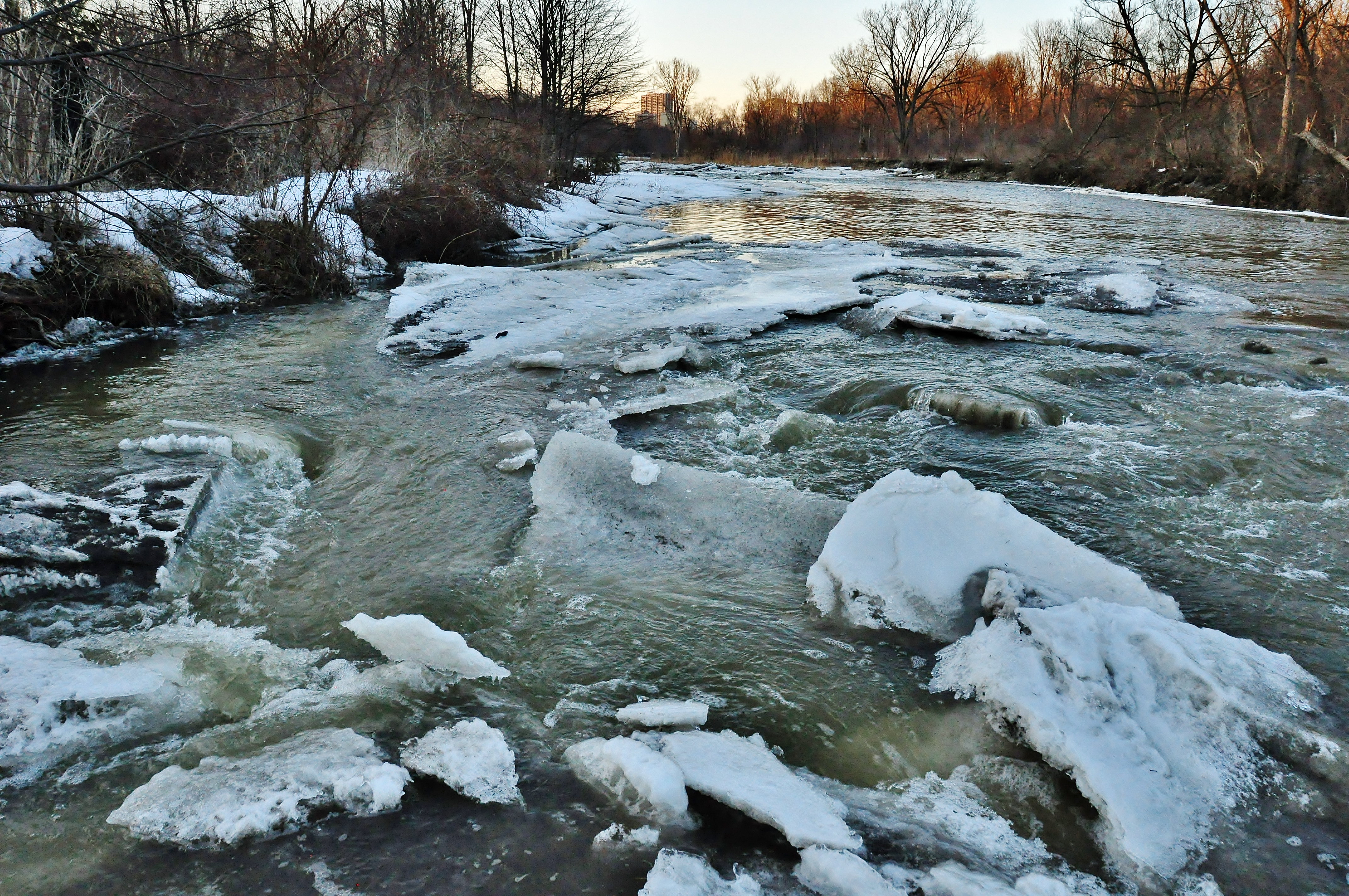
Весняний кригоплав на річці Гамбер у Торонто, Канада

Льодохі́д, рідко кригопла́в — рух крижин і крижаних полів на річках під дією течії чи вітру. Розрізняють весняний та осінній льодохід. При весняному льодоході рухаються крижини, що утворилися в результаті скресання (скресу) — руйнування крижаного покриву; при осінньому льодоході — крижини, що утворилися змерзанням сала, шуги, сніжниці й заберегів, що відірвалися. На багатьох річках осінньому льодоходу передує шугохід. Льодохід на річках нерідко супроводжується крижаними заторами. Щільність льодоходу оцінюється в балах: на річках — за десятибальною системою, на озерах — за трибальною.

## Осінній льодохід
Явище льодового режиму річки, котре характерне для періоду замерзання річки (осінній період). Позначається наявністю крижин і льодяних полів, що покривають водну поверхню річища. Утворення цих льодових явищ пов'язане зі змерзанням сала, сніжниці, льоду, заберегів тощо.

## На гірських річках
На гірських річках внаслідок різкого потепління і дощів відбуваються раптові льодоходи, що супроводжуються поводями. У Карпатах це явище відоме під місцевою назвою «торлаш» чи «турлаш» (від угор. torlasz — «завал», «загородження»).